# 남부구 (보츠와나)

남부 구

남부구(영어: Southern District)는 보츠와나 남부에 위치한 구로, 행정 중심지는 카니에이며 면적은 28,470km2, 인구는 186,831명(2001년 기준)이다. 남쪽으로는 남아프리카 공화국과 국경을 맞대고 있으며 동쪽으로는 남동부구, 북쪽으로는 퀘넹구, 서쪽으로는 칼라가디구와 인접해 있다.